# Phanaeus palaeno
Phanaeus palaeno là một loài bọ cánh cứng trong họ Bọ hung (Scarabaeidae).